# Liber Papiensis
Il cosiddetto Liber Papiensis è una raccolta, ordinata cronologicamente, di editti dei re longobardi da Rotari ad Astolfo, integrata con i capitolari emanati per il Regnum Italiae dai re franchi da Carlo Magno a Enrico II. Fu compilata nella prima metà dell'XI secolo.
L'estensore del Liber mostra una raffinata cultura, probabilmente formata sui testi romani, che applica al diritto feudale. Tuttavia del Liber ci sono pervenute diverse redazioni, alcune destinate a scopi scolastici, altre rivolte ai giuristi di professione, ai pratici, come la "Gualcosina", redatta da un certo Gualcosio (Walcausus), che prende in esame una vasta mole di materiale legislativo ed è ricca di glosse.
Alla fine dell'XI o all'inizio del XII secolo il Liber Papiensis fu rielaborato nella cosiddetta Lombarda, ordinata sistematicamente.

## L'Expositio ad Librum Papiensem
Un'importante fonte relativa al Liber è il commentario Expositio ad Librum Papiensem, scritto da un autore anonimo intorno al 1070, quasi sicuramente nell'Italia settentrionale, probabilmente a Pavia, dove, almeno dal X secolo, era attiva presso il palazzo Reale (sede dell'amministrazione e del massimo tribunale del regno) un'importante scuola giuridica fondata per formare i giudici regi.
Riporta le decisioni dei giudici ed anche dei giuristi, ma le prime mostrano di essere espressione non di una cultura giuridica, bensì di una rigida applicazione dei formulari.

## Edizioni
- (LA) Liber legis Langobardorum Papiensis dictus, edente Alfredo Boretio, in  Monumenta Germaniae historica inde ab anno Christi quingentesimo usque ad annum millesimum et quingentesimum. Leges, vol. 4, Hannoverae, impensis bibliopolii Aulici Hahniani, 1868,  pp. 290-606.